# Das Gift der Medici
Das Gift der Medici ist ein deutsches Stummfilmdrama aus dem Jahre 1918 Erich Kaiser-Titz und Maria Fein in den Hauptrollen.

## Handlung
Irgendwo, in südlichen Gefilden. Don Juan d‘Alvarez steht eine blendende Karriere als Offizier bevor, und daher bewirbt er sich als Kommandeur der Südarmee. Fürstin Lydia, die am Hof hohes Ansehen genießt, gedenkt sich für ihn einzusetzen, denn sie ist in den erfolgreichen Schönling verliebt. Da aber ihr Göttegatte mit Argusaugen über sie wacht, wendet sie einen Trick an, um mit Don Juan allein zu sein. Sie verpflichtet ein harmloses, junges Ding namens Ninon, ihres Zeichens Tänzerin, damit diese ihren Alten solange mit sich beschäftige, solange sie, Lydia, sich Don Juan hingibt. Lydias Fürstengatte hat ein eigenartiges Hobby: er beschäftigt sich leidenschaftlich mit der Erkundung des legendären Giftes, das einst von den Herzögen der Medicis erfunden wurde und spurlos töten soll. Lydia und ihr Galan sind davon nicht sonderlich begeistert, wohl auch deshalb, weil sie ahnen, was mit ihnen passieren könnte, wenn seine fürstliche Gnaden vom Seitensprung seiner treulosen Gattin erfährt.
Die Schauspielerin Isa Palestra widmet sich ganz ihrer Kunst. Ihre einzige soziale Bindung hat sie zu ihrem Lehrer, und das einzige Vergnügen jenseits der Bühnenbretter sind die täglichen Ausritte. Eines Tages scheut ihr Pferd, und der vom Zossen gezogene Wagen kippt um. Don Juan, selbst hoch zu Ross unterwegs, findet die Schöne am Boden liegen und kümmert sich um die junge Dame. Es kommt wie es kommen muss: Herz findet zu Herz. Fürstin Lydia ist bald abgemeldet, und Don Juan gedenkt, trotz der Standesunterschiede, die Künstlerin vor den Traualtar zu führen. Doch die Fürstin lässt sich nicht einfach so aufs Altenteil wegschubsen und sinnt nach fürchterlicher Rache. Sie hat einen Plan, und dafür kommt ihr das Gift der Medici gerade recht. Sie benetzt Blumen mit dem Giftstoff und sendet sie an Isa. Über die Haut dringen die tödlichen Stoffe in sie ein, und Isa siecht in Don Juans Armen dahin.

## Produktionsnotizen
Die in den Studios der Luna-Film in der Friedrichstraße 224 im Frühjahr 1918 entstandene Produktion wurde im Mai desselben Jahres der Zensur vorgelegt und im September in den Kammerlichtspielen am Potsdamer Platz erstmals gezeigt. Die Länge des Vierakters betrug 1391 Meter.

## Kritik
„Es spielt zwar die Handlung nicht im grauen Mittelalter, sondern in einer fortgeschrittenen Zeit, aber trotzdem ist das Leben bei Hofe, das uns hier vor Augen tritt, ein Neues für uns, das uns besonders interessiert. Die Ausstattung ist mit allen Mitteln der Pracht durchgeführt. Maria Fein und Erich Kaiser-Titz, die beiden bekannten Filmkünstler, geben die Hauptrollen mit Vollendung.“